# 名分堂戏台
28°54′06″N 117°02′20″E / 28.9017°N 117.0388°E
名分堂戏台位于中国江西省乐平市镇桥镇浒崦村，1983年被列为乐平县文物保护单位，2000年被列为江西省文物保护单位，2013年被列为第七批全国重点文物保护单位。
名分堂即程氏宗祠，始建于清嘉庆二十二年(1817年)。祠堂建成14年后开始建造戏台，历时三年竣工。名分堂戏台属晴雨双面祠堂台，又称鸳鸯台，面宽25米，进深12米，高14米，晴台面俯广场，雨台则正对正堂，两台相互背依，浑然一体。